# Rudolf Oldenbourg (Verleger)

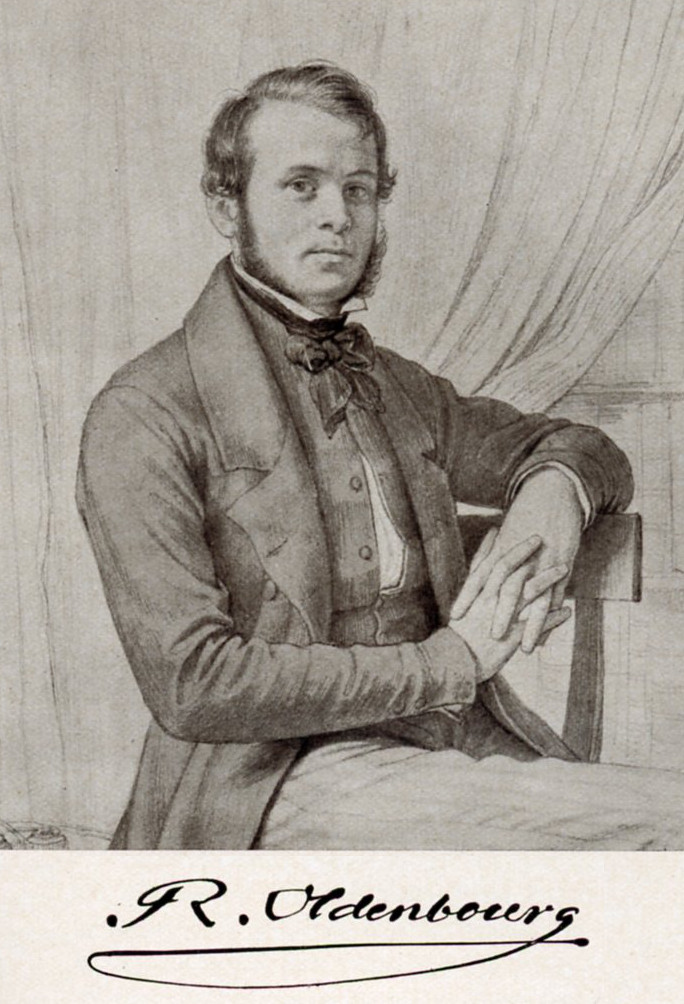
Rudolf Oldenbourg, Gemälde von Wilhelm von Kaulbach

Rudolf Oldenbourg (* 15. Dezember 1811 in Leipzig; † 10. Oktober 1903 in München) war ein deutscher Verleger und Gründer des R. Oldenbourg Verlags.

## Leben
Rudolf Oldenbourg, Sohn des Leipziger Kaufmanns Georg Martin Oldenbourg (1770–1842) und seiner Frau Wilhelmie Henriette Oldenbourg geb. Lübeck (1779–1850), absolvierte eine Buchhandelslehre in Lübeck, war bei Frommann in Jena und in einer Londoner Buchhandlung und ab 1835 bei Schmerber in Frankfurt am Main. Ab 1836 leitete er die Zweigstelle der Cotta’schen Verlagsbuchhandlung in München. Außerdem engagierte er sich im Börsenverein des Deutschen Buchhandels und wurde 1849 Mitglied in dessen Vorstand. Er sorgte dafür, dass das Schulbuchmonopol in Bayern schrittweise fiel und wirkte ab 1855 in einem Ausschuss am Urheberrechtsgesetz mit.
1855 erhielt er von der Stadt München die Zulassung als Verlagsbuchhändler. Sein anfänglicher Schwerpunkt und Gründungsziel des Verlags waren Naturwissenschaft und Technik, wobei er dies zunächst nur nebenberuflich betrieb und hauptberuflich noch bis 1869 bei Cotta angestellt war. Dort stand er auch hinter der Veröffentlichung der Historischen Zeitschrift bei Cotta (ab 1859 in Verbindung mit der Bayerischen Akademie der Wissenschaften). Als Cotta 1869 alle Zweigunternehmen außerhalb Stuttgarts verkaufte, kaufte Oldenbourg zwölf davon, darunter das Verlagsobjekt der Historischen Zeitschrift. 1870 war sein Verlag zunächst am Wittelsbacherplatz und ab 1871 in der Maxvorstadt in einem eigenen Gebäude. 1872 baute er noch ein Druckerei-Gebäude und 1873 übernahm er die Münchner Druckerei des Regensburger Verlegers Pustet und 1875 auch dessen Pachtverträge und Rechte des königlich bayerischen Centralen Schulbuchverlags. 1880 eröffnete er auch eine Buchbinderei.
Als Gründungsdatum des Verlags gilt allerdings 1858, als Oldenbourg das Journal für Gasbeleuchtung gründete, während er noch bei Cotta war.
Er heiratete 1843 in Dresden Emilie Blochmann, Tochter des Geheimen Schulrats und Direktor des Blochmann-Instituts Carl Justus Blochmann und von Juliane Ottilie Schnorr von Carolsfeld, mit der er vier Söhne und vier Töchter hatte.
1880 zog sich Rudolf Oldenbourg aus dem Verlag zurück, in dem schon drei seiner Söhne eingestiegen waren: Rudolf von Oldenbourg (1845–1912), Hans Oldenbourg (1849–1922) und Paul Oldenbourg (1858–1936). Sein gleichnamiger Enkel (der Sohn von Hans Oldenbourg) Rudolf Oldenbourg (1887–1921) war ein bekannter Kunsthistoriker.